# 坎巴拉島
坎巴拉島（發音：[kamˈbara]）是斐濟東部區的島嶼，位於太平洋海域，屬於劳群岛的一部分，長8.7公里、寬5公里，面積31平方公里，最高點海拔高度143米，1996年人口482。